# Meibomia hilsenbergii
Meibomia hilsenbergii là một loài thực vật có hoa trong họ Đậu. Loài này được (Bojer ex Steud.) Kuntze mô tả khoa học đầu tiên năm 1891.